# Celtic Park (Belfast)
Celtic Park var en multiarena i Belfast, Nordirland. Den användes för fotbollsmatcher och var hemmaarena för Belfast Celtic F.C. Under större delen av sin existens var den en greyhound-bana. Arenan kunde som mest rymma 50 000 åskådare, varav 5 000 åskådare sittande. Arenan stod klar 1901. Brookmount Properties köpte fastigheten för ombyggnad och det sista racet hölls den 31 oktober 1983 . På platsen där Celtic Park låg är idag ett köpcentrum.

## Fotboll
Stadion var hemmaarena för Belfast Celtic F.C. fram till 1949 då laget valde att dra sig ur Nordirlands fotbollsliga. Arenan kallades Paradise av Belfast Celtics fans precis som Celtic Park i Glasgow kallas av Celtics fans.